# František od svatého Antonína
František od svatého Antonína (světským jménem: Giovanni Toietti; 18. října 1680, Calasca-Castiglione – 25. října 1764, Neapol) byl italský řeholník Řádu menších bratří, respektive odnože Řádu bosých menších bratří.

## Život
Narodil se 18. října 1680 v Calasca-Castiglione.
Kvůli chudobě rodiny byl nucen hledat práci daleko od rodné obce. Odešel do Německa, pak do Pavie a Říma. Během práce ve Foggii se rozhodl vstoupit do řádu menších bratří tzv. alkantarýnů.
Noviciát absolvoval v Piedimonte d'Alife a následně se stal bratrem-laikem v Grumo Nevano. Jistou dobu strávil v hospici Chiaia v Neapoli, kde byl svědkem extáze svého současníka svatého Jana Josefa od Kříže.
Roku 1722 byl poslán do konventu San Lucia al Monte v Neapoli, zde měl za úkol žebrat. Tento úkol zastával 40 let. V neapolském lidu vzbuzoval pokoru a víru. Podle vyprávění měl zjevení Panny Marie.
Zemřel po dlouhé nemoci 25. října 1764 v lazaretu S. Lucia al Monte.

## Proces svatořečení
Proces byl zahájen 17. září 1796 v arcidiecézi Neapol. Dne 31. května 1835 uznal papež Řehoř XVI. jeho hrdinské ctnosti.